# جيريمياه مكارثي
جيريمياه مكارثي (بالإنجليزية: Jeremiah McCarthy)‏ هو مجدف بريطاني، ولد في 20 يوليو 1941.

## وصلات خارجية
- جيريمياه مكارثي على موقع الاتحاد الدولي للتجديف (الإنجليزية)
- جيريمياه مكارثي على موقع أوليمبيديا (الإنجليزية)
- جيريمياه مكارثي على موقع اللجنة الأولمبية البريطانية (الإنجليزية)